# وزارة الثقافة والسياحة والآثار (العراق)
وزارة الثقافة العراقية هي إحدى وزارات الحكومة العراقية، ويرأس هذه الوزارة أحمد فكاك البدراني منذ عام 2020 وحتى الآن.

## المؤسسات الخاضعة لإشراف
الوزارة لديها عدد من المؤسسات الخاضعة لإشرافها، بما في ذلك:
- ديوان الوزارة.
- مؤسسة دار الأزياء العراقية.
- دار ثقافة الاطفال.

## قائمة الوزراء
- أسعد الهاشمي
- سعدون جوير فرحان الدليمي (2010-2014)
- فرياد راوندوزي (2014-2018)
- عبد الأمير الحمداني (2018-2020)
- حسن ناظم (2020-2023)
- احمد فكاك البدراني (2023-)

## مقالات ذات صلة
- قائمة وزارات العراق

## وصلات خارجية
- الموقع الرسمي لوزارة الثقافة العراقية